# Canal de les Llenes
La Canal de les Llenes és un torrent afluent per la dreta de la Rasa de Vilamala, a la Vall de Lord que fa tot el seu curs per l'interior del Clot de Vilamala.

## Descripció
Neix a 1.090 msnm al terme municipal de Navès a tocar del terme municipal de Lladurs, sota els cingles del vessant NE de la Ventolada, a uns 1.600 m. a l'est de l'Hostal del Vent i ja dins el Clot de Vilamala. De direcció constant cap a les 11 del rellotge,, desguassa a la Rasa de Vilamala a 845 msnm.
Tota la seva conca està integrada en el Pla d'Espais d'Interès Natural (PEIN) de la Generalitat de Catalunya i més concretament en l'espai Serres de Busa-Els Bastets-Lord.

## Territoris que travessa
Tot el seu curs transcorre pel terme municipal de Navès.

## Xarxa hidrogràfica
La xarxa hidrogràfica de la Canal de les Llenes està integrada per un total de 2 cursos fluvials. La totalitat de la xarxa suma una longitud de 1.082 m.
| Codi del corrent fluvial | Coordenades del seu origen                                  | longitud (en metres) |
| ------------------------ | ----------------------------------------------------------- | -------------------- |
| Canal de les Llenes      | 42° 6′ 17.79″ N, 1° 33′ 50.15″ E / 42.1049417°N,1.5639306°E | 825                  |
| E1                       | 42° 6′ 16.16″ N, 1° 33′ 40.96″ E / 42.1044889°N,1.5613778°E | 257                  |

## Perfil del seu curs
| Recorregut (en m.) | Altitud (en m.) | Pendent |
| ------------------ | --------------- | ------- |
| 0                  | 1.090           | -       |
| 250                | 995             | 38,0%   |
| 500                | 913             | 32,8%   |
| 735                | 845             | 28,9%   |